# 吳國珍
吳國珍（1853年—？），字子聘，号席儒，都京內務府鑲黃旗漢軍人，清朝政治人物、同進士出身。
光緒十一年乙酉科举人，十五年（1889年），参加光緒己丑科殿試，登進士三甲129名。同年五月，著交吏部掣签，分发各省以知县即用。